# Demonlord
A Demonlord egy 1997-ben alakult győri power metal együttes. A zenekar a kezdetektől egészen 2013-ig változatlan felállásban működött: Jurásek Balázs (ének, basszusgitár), Kovács Gábor (gitár), Nagy András (gitár) és Világi Zoltán (dobok). Ekkor csatlakozott hozzájuk Schnitzer Péter basszusgitáros. 

## Története
Első nagylemezük, amely meghozta az együttes számára az ismertséget, 1999-ben jelent meg Adventures in Hell, Part I. címmel a Hammer Records kiadásában. A folytatást sugalló lemezcím ellenére nem készült második rész. Több külföldi zenekar előtt is felléptek hazai koncerteken, mint az Iron Maiden, az U.D.O., a Grave Digger, vagy a Sonata Arctica. Következő albumuk, a Helltrust, 2002-ben jelent meg, szintén a Hammer gondozásában. A lemezt külföldön is megpróbálták kiadni, de csak évekkel később került piacra Európában a német Source Of Deluge terjesztésében. A Helltrust saját stílusán belül mára a klasszikus albumok sorába került Magyarországon.
2006-ban jelent meg a harmadik Demonlord album Hellforged címmel. A lemez felkerült a MAHASZ Top 40-es eladási listájára a 30. helyen. A zenekar Európa több országában is bemutatkozhatott: Írországtól kezdve Németországon át Romániáig. A Demonlord következő és egyben eddigi utolsó nagylemeze, az Only the Dead Are Safe, 2011 februárjában jelent meg.
2016 februárjában bejelentették, hogy a zenekar befejezi működését.

## Tagjai
- Jurásek Balázs – ének (1997-2016), basszusgitár (1997-2013)
- Kovács Gábor – gitár, vokál (1997-2016)
- Nagy András – gitár (1997-2016)
- Schnitzer Péter - basszusgitár (2013-2016)
- Világi Zoltán – dob (1997-2016)

## Diszkográfia
Demo
- Vengeance (1997)
- Valley of Life (1997)

Stúdióalbumok
- Adventures in Hell, Part I. (1999)
- Overture to the End (EP, 2001)
- Helltrust (2002)
- Hellforged (2006)
- Only the Dead Are Safe (2011)